# Флаг Скопье

Флаг Скопье в СР Македонии

Флаг Скопье является официальным символом Скопье — столицы Северной Македонии.
Флаг Скопье представляет собой прямоугольное полотнище красного цвета с гербом города, выполненным жёлтым цветом, расположенным в верхнем левом углу. Герб имеет форму щита, в котором находятся:
- каменный мост на реке Вардар
- крепость Кале
- снежные вершины гор.

Старый флаг города впервые был замечен на выставке социалистических городов-партнеров в Дрездене (в то время — Германская Демократическая Республика) в начале 1980-х годов.